# Festulolium braunii
Festulolium braunii är en gräsart som först beskrevs av Karl Carl Richter, och fick sitt nu gällande namn av Aimée Antoinette Camus. Festulolium braunii ingår i släktet Festulolium och familjen gräs. Inga underarter finns listade i Catalogue of Life.